# Alojz Gašpar
Alojz Gašpar (madžarsko Gáspár Alajos), slovenski pisatelj, * 1848, Dolnji Senik, † 22. september 1919, Dolnji Senik. 
Pokopali so ga na Gornjem Seniku.

## Dela
Leta 1884 je prevedel Šibilinska (Šembiljska) knjiga na Gornjem Seniku z nemškega jezika. V drugi polovici  19. stoletja sta nastala nemška prevoda iz Avstrije in izdaja Linza se je širila v Avstro-Ogrski in je bila najbrž predloga za porabski prevod. Sibilinszka Kniga ali Proroküvanye od Kralicze Mihalde od Sabe, XIII. Sibila. Szpiszana szo z nemskoga na szlovenszki jezik obrnjena od Gáspár Alajosa na Gorényem sziniku. Doli szpiszano 1884. leta. Szabolin Lujzi